# Seznam predsednikov Rusije
Seznam predsednikov Rusije.
| #                                 | #                                 | Portret                           | Predsednik rojstvo-smrt (starost) podpis            | Mandat                            | Mandat                            | Mandat                                          | Št. mandata                       | Prejšnji položaj                                  | Prvi ministri                     | Prvi ministri                     |                                   |
| #                                 | #                                 | Portret                           | Predsednik rojstvo-smrt (starost) podpis            | Začetek                           | Konec                             | Trajanje                                        | Št. mandata                       | Prejšnji položaj                                  | Prvi ministri                     | Prvi ministri                     |                                   |
| Neodvisen (2) Združena Rusija (2) | Neodvisen (2) Združena Rusija (2) | Neodvisen (2) Združena Rusija (2) | Neodvisen (2) Združena Rusija (2)                   | Neodvisen (2) Združena Rusija (2) | Neodvisen (2) Združena Rusija (2) | Neodvisen (2) Združena Rusija (2)               | Neodvisen (2) Združena Rusija (2) | Neodvisen (2) Združena Rusija (2)                 | Neodvisen (2) Združena Rusija (2) | Neodvisen (2) Združena Rusija (2) | Neodvisen (2) Združena Rusija (2) |
| --------------------------------- | --------------------------------- | --------------------------------- | --------------------------------------------------- | --------------------------------- | --------------------------------- | ----------------------------------------------- | --------------------------------- | ------------------------------------------------- | --------------------------------- | --------------------------------- | --------------------------------- |
|                                   | 1                                 |                                   | Boris Jelcin Борис Ельцин 1931–2007 (76 let)        | 10. julij 1991                    | 31. december 1999                 | 8 let, 174 dni (odstopil s položaja)            | 1 (1991)                          | Predsednik vrhovnega sovjeta Rusije (1990–1991)   |                                   | Silajev                           |                                   |
|                                   | 1                                 | on sam                            | Boris Jelcin Борис Ельцин 1931–2007 (76 let)        | 10. julij 1991                    | 31. december 1999                 | 8 let, 174 dni (odstopil s položaja)            | 1 (1991)                          | Predsednik vrhovnega sovjeta Rusije (1990–1991)   |                                   |                                   |                                   |
|                                   | 1                                 | Černomirdin                       | Boris Jelcin Борис Ельцин 1931–2007 (76 let)        | 10. julij 1991                    | 31. december 1999                 | 8 let, 174 dni (odstopil s položaja)            | 1 (1991)                          | Predsednik vrhovnega sovjeta Rusije (1990–1991)   |                                   |                                   |                                   |
| 2 (1996)                          | 1                                 |                                   | Boris Jelcin Борис Ельцин 1931–2007 (76 let)        | 10. julij 1991                    | 31. december 1999                 | 8 let, 174 dni (odstopil s položaja)            |                                   | Predsednik vrhovnega sovjeta Rusije (1990–1991)   |                                   |                                   |                                   |
|                                   | 1                                 | Kirijenko                         | Boris Jelcin Борис Ельцин 1931–2007 (76 let)        | 10. julij 1991                    | 31. december 1999                 | 8 let, 174 dni (odstopil s položaja)            |                                   | Predsednik vrhovnega sovjeta Rusije (1990–1991)   |                                   |                                   |                                   |
|                                   | 1                                 | Primakov                          | Boris Jelcin Борис Ельцин 1931–2007 (76 let)        | 10. julij 1991                    | 31. december 1999                 | 8 let, 174 dni (odstopil s položaja)            |                                   | Predsednik vrhovnega sovjeta Rusije (1990–1991)   |                                   |                                   |                                   |
|                                   | 1                                 | Stepašin                          | Boris Jelcin Борис Ельцин 1931–2007 (76 let)        | 10. julij 1991                    | 31. december 1999                 | 8 let, 174 dni (odstopil s položaja)            |                                   | Predsednik vrhovnega sovjeta Rusije (1990–1991)   |                                   |                                   |                                   |
|                                   | 1                                 | Putin                             | Boris Jelcin Борис Ельцин 1931–2007 (76 let)        | 10. julij 1991                    | 31. december 1999                 | 8 let, 174 dni (odstopil s položaja)            |                                   | Predsednik vrhovnega sovjeta Rusije (1990–1991)   |                                   |                                   |                                   |
|                                   | 2                                 |                                   | Vladimir Putin Владимир Путин * 1952 (72 let)       | 7. maj 2000                       | 7. maj 2008                       | 8 let, 128 dni (v. d. od 31. decembra 1999)     | 1 (2000)                          | Prvi minister Rusije (1999–2000)                  |                                   | on sam                            |                                   |
|                                   | 2                                 | Kasjanov                          | Vladimir Putin Владимир Путин * 1952 (72 let)       | 7. maj 2000                       | 7. maj 2008                       | 8 let, 128 dni (v. d. od 31. decembra 1999)     | 1 (2000)                          | Prvi minister Rusije (1999–2000)                  |                                   |                                   |                                   |
|                                   | 2                                 | Fradkov                           | Vladimir Putin Владимир Путин * 1952 (72 let)       | 7. maj 2000                       | 7. maj 2008                       | 8 let, 128 dni (v. d. od 31. decembra 1999)     | 1 (2000)                          | Prvi minister Rusije (1999–2000)                  |                                   |                                   |                                   |
| 2 (2004)                          | 2                                 |                                   | Vladimir Putin Владимир Путин * 1952 (72 let)       | 7. maj 2000                       | 7. maj 2008                       | 8 let, 128 dni (v. d. od 31. decembra 1999)     |                                   | Prvi minister Rusije (1999–2000)                  |                                   |                                   |                                   |
|                                   | 2                                 | Zubkov                            | Vladimir Putin Владимир Путин * 1952 (72 let)       | 7. maj 2000                       | 7. maj 2008                       | 8 let, 128 dni (v. d. od 31. decembra 1999)     |                                   | Prvi minister Rusije (1999–2000)                  |                                   |                                   |                                   |
|                                   | 3                                 |                                   | Dimitrij Medvedjev Дмитрий Медведев * 1965 (59 let) | 7. maj 2008                       | 7. maj 2012                       | 4 leta, 0 dni                                   | 1 (2008)                          | Prvi namestnik Prvega ministra Rusije (2005–2008) |                                   | Putin                             |                                   |
|                                   | 4                                 |                                   | Vladimir Putin Владимир Путин * 1952 (72 let)       | 7. maj 2012                       | trenutno na položaju              | 12 let, 313 dni (mandat izteče se 7. maja 2024) | 3 (2012)                          | Prvi minister Rusije (2008–2012)                  |                                   | Medvedjev                         |                                   |
|                                   | 4                                 | 4 (2018)                          | Vladimir Putin Владимир Путин * 1952 (72 let)       | 7. maj 2012                       | trenutno na položaju              | 12 let, 313 dni (mandat izteče se 7. maja 2024) |                                   | Prvi minister Rusije (2008–2012)                  |                                   | Medvedjev                         |                                   |
|                                   | 4                                 | Mišustin                          | Vladimir Putin Владимир Путин * 1952 (72 let)       | 7. maj 2012                       | trenutno na položaju              | 12 let, 313 dni (mandat izteče se 7. maja 2024) |                                   | Prvi minister Rusije (2008–2012)                  |                                   |                                   |                                   |